# Cesar (naam)
Cesar is een voornaam die voornamelijk aan jongens wordt gegeven. De naam is afkomstig van de Romeinse naam Caesar.
Er zijn diverse schrijfwijzen van de naam: César, Cesár, Césàr, Cesàr en Cèsar. Verwante namen zijn onder andere Cesare, Saris en Cesarius.

## Bekende naamdragers
- César Aira, Argentijns schrijver
- César Azpilicueta, Spaans voetballer
- César Baldaccini, Frans beeldhouwer
- César Cui, Russisch componist
- César Domela, Nederlands schilder/fotograaf
- César Franck, Belgisch componist
- César Gaviria, president van Colombia
- César Manrique, Spaans kunstenaar
- Cesar Millan, Amerikaans hondentrainer
- Cesar Zuiderwijk, de drummer van Golden Earring
- Cesar van Hoensbroeck, prins-bisschop van Luik (1784-1792)